# Димитър Узунов (офицер)
Димитър Георгиев (Герчев) Узунов е български офицер (генерал-майор), участник в Балканската (1912 – 1913) и Междусъюзническата война (1913), батареен командир в 15-и артилерийски полк през Първата световна война (1915 – 1918), командир на 2-ри армейски артилерийски полк, инспектор на артилерията и флигел-адютант от свитата на Цар Борис III.

## Биография
Димитър Узунов е роден на 18 юли 1884 г. в Търново, Княжество България. През 1908 г. завършва Военното на Негово Величество училище и на 2 август е произведен в чин подпоручик. На 22 септември 1911 г. е произведен в чин поручик. Взема участие в Балканската (1912 – 1913) и Междусъюзническата война (1913). На 18 май 1915 г. е произведен в чин капитан. Служи в 5-и артилерийски полк.

### Първа световна война (1915 – 1918)
Взема участие в Първата световна война (1915 – 1918) като командир на батарея от 15-и артилерийски полк, за която служба през 1918 г. е награден с Военен орден „За храброст“ IV степен, 1-ви клас, която награда е потвърдена със заповед № 355 от 1921 г. по Министерството на войната.
През 1919 г. е произведен в чин майор и по-късно служи във Варненския укрепен пункт. На 6 май 1923 г. е произведен в чин подполковник. През 1927, а според някои данни на 10 февруари 1928 г. е назначен за командир на новосъздадения 2-ри армейски артилерийски полк, на която служба е до 2 май 1933 г., като на 3 септември 1928 г. е произведен в чин полковник, а през 1933 г. е назначен за началник на отдел в 3-та военноинспекционна област. През 1934 г. е командирован в свитата на царя, през 1935 г. става флигел-адютант в свитата, по-късно същата година е назначен за инспектор на артилерията и през 1936 г. е уволнен от служба.

## Семейство
Генерал-майор Димитър Узунов е женен и има 2 деца.

## Военни звания
- Подпоручик (2 август 1908)
- Поручик (22 септември 1911)
- Капитан (18 май 1914)
- Майор (1919)
- Подполковник (6 май 1923)
- Полковник (3 септември 1928)
- Генерал-майор (неизв.)